# 코파 델 솔
코파 델 솔(스페인어: Copa del Sol)은 스페인에서 2010년부터 2014년까지 열렸던 축구 대회이다.

## 역사
2010년 코파 델 솔 결승전은 비로 인해 열리지 않았고, CSKA 모스크바와 샤흐타르 도네츠크가 공동 우승팀으로 결정되었다. 2010년부터 2013년까지 러시아 클럽과 우크라이나 클럽이 번갈아가며 우승을 차지했으나, 2014년에는 노르웨이 클럽이 우승을 하였다.

## 역대 우승팀
| 횟수 | 년도 | 우승                            | 스코어 | 준우승                 | 참가팀 수 |
| ---- | ---- | ------------------------------- | ------ | ---------------------- | --------- |
| 1    | 2010 | CSKA 모스크바 샤흐타르 도네츠크 | N/A    |                        | 8         |
| 2    | 2011 | FC 카르파티 리비우              | 1-0    | 샤흐타르 도네츠크      | 16        |
| 3    | 2012 | FC 스파르타크 모스크바          | 1-0    | FC 코펜하겐            | 12        |
| 4    | 2013 | 샤흐타르 도네츠크               | 2-1    | 비제프 우치            | 12        |
| 5    | 2014 | 스트룀스고세 IF                 | 1-0    | FC 아스트라 지우르지우 | 10        |